# Đèn dầu cổ

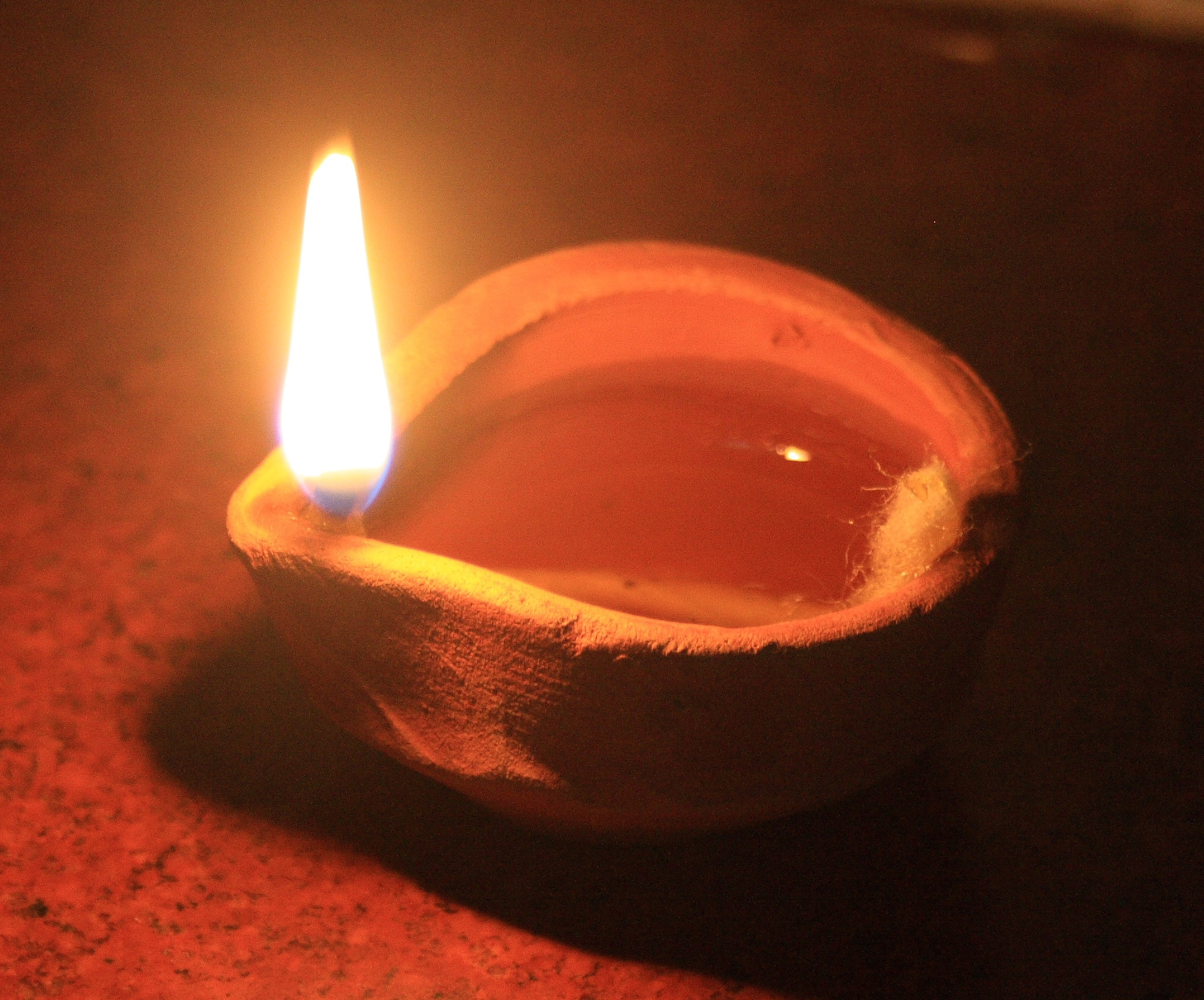
Một ngọn đèn dầu thời cổ

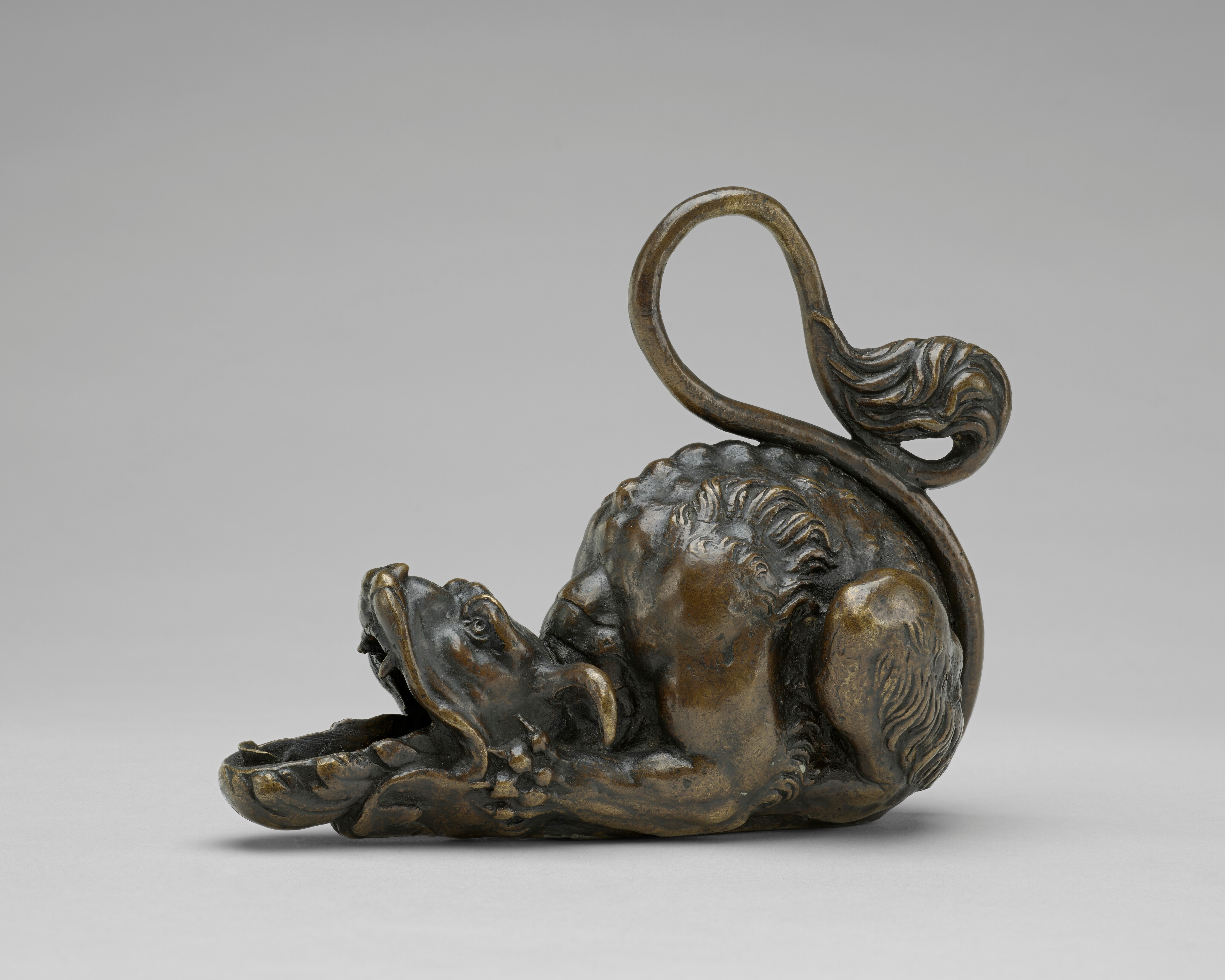
Một cái đàn dầu cổ hình quái vật

Một ngọn đèn dầu thời cổ hay đèn dầu truyền thống hay đèn dầu sở là một vật dụng nhân tạo được sử dụng để tạo ánh sáng liên tục trong một khoảng thời gian nhất định bằng cách sử dụng một nguồn nhiên liệu là dầu (dầu thực vật hoặc mỡ động vật) hay chất cháy dùng để đốt cháy tạo ánh sáng thông qua một vật dẫn (tim đèn, lèn đèn). Việc sử dụng đèn dầu bắt đầu từ hàng ngàn năm trước và tiếp tục cho đến ngày nay.
Đèn dầu cổ được cấu tạo khá đơn giản. Chủ yếu gồm ba bộ phận. Vật chứa và một dụng cụ để chứa nguyên liệu, thường hình tròn và nông (mỗi quốc gia, dân tộc khác nhau thì sử dụng vật chứa này khác nhau và đối với một số quốc gia thường được trang trí bài trí khá tinh xảo), tim đèn hay lèn đèn, thường là một sợi giây hoặc vải có vai trò dẫn nguyên liệu để thắp sáng và cuối cùng là nguyên liệu, thường là các loại chất lỏng, dầu hữu cơ như: dầu cá, dầu thực vật, dầu ô liu hay các loại mỡ động vật.

## Dần bị thay thế
Đèn dầu là một hình thức chiếu sáng, và đã được sử dụng như là một thay thế cho những ngọn nến trước khi sử dụng đèn điện hay đèn dầu Hoa Kỳ, đèn măng sông. Bắt đầu từ năm 1780 đèn Argand nhanh chóng thay thế đèn dầu khác Đây là những, thay đổi lần lượt của đèn dầu trong khoảng năm 1850. Ở các thị trấn nhỏ và các vùng nông thôn vùng xa xôi, hẻo lánh tiếp tục sử dụng cho đến thế kỷ 20, cho đến khi điện được kéo đến và bóng đèn chiếu ánh sáng có thể được sử dụng thường xuyên cho việc chiếu sáng.
Hầu hết các đèn hiện đại (như đèn lồng) đã được thay thế bằng nhiên liệu khí hoặc dầu khí-khi chúng an chiếu sáng một cách toàn hơn. Đèn dầu hôm nay chủ yếu được sử dụng cho trong các nghi lễ và các nghi lễ tôn giáo hoặc sử dụng làm đạo cụ trong việc đóng các bộ phim thời cổ, phim cổ trang.

## Trong văn hóa
Đèn dầu được sử dụng phổ biến trong xã hội thời cổ và nó đã trở thành một nét văn hóa truyền thống. Hình ảnh một người chong đèn đọc sách là hình tượng quen thuộc trong văn hóa của Trung Quốc, Việt Nam, Nhật Bản hay như cây đèn thần của Aladdin cũng là một nét tiêu biểu của văn hóa Ả rập hoặc là các lễ hội đèn Diwali của Ấn Độ, đèn còn dùng để thắp trong một số am, đền thờ hoặc thắp trong các đèn đá, đèn dầu cổ cũng là vật dụng trong một số nghi lễ trừ tà vì dầu của ngọn đèn này là dầu thánh (đã được làm phép), ánh sáng của đèn dầu có thể xua đuổi hoặc phản chiếu cái bóng của tà ma trên vách tường.

## Tham khảo

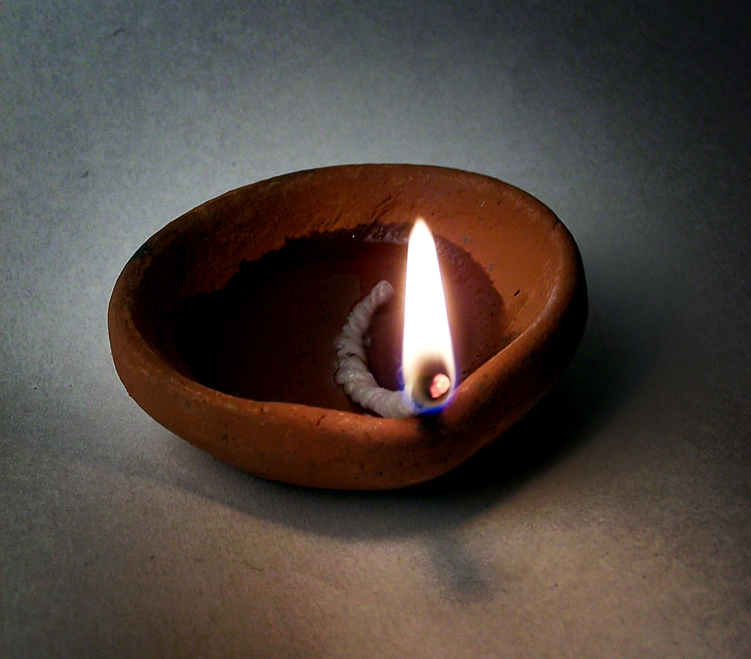
Một ngọn đèn dầu khi dầu sắp cạn